# Ralph Brown (1918–1997)
Ralph Orville Brown, född 7 juni 1918 i USA, död 13 december 1997 i Åkersberga i Österåkers kommun, var en amerikansk-svensk skådespelare.

## Filmografi
- 1956 – Den dödes skugga
- 1957 – Blondin i fara
- 1959 – Med mord i bagaget
- 1960 – Demon Street 13 (TV-serie)
- 1960 – Fotot som fick liv
- 1960 – Döden i spegeln
- 1961 – Hällebäcks gård
- 1967 – El dedo del destino
- 1970 – El último día de la guerra
- 1971 – Valdez
- 1971 – De jagade
- 1971 – Catlow
- 1974 – Spikes gäng
- 1978 – Crash
- 1983 – Los viajes de Gulliver
- 1984 – He's Not Your Son
- 1984 – Cotton Club (film)
- 1986 – Ont blod
- 1989 – Al Andalus